# Indie Rock (Vogue)
«Indie Rock (Vogue)» — пісня української співачки Світлани Лободи, випущена 13 серпня 2021 року як сингл на лейблі Sony Music Entertainment. Пісня була випущена відразу у двох варіантах — українською та російською мовами.

## Передісторія та реліз
У грудні 2020 року в ефірі телеканалу M1, рекламуючи свій сингл «Moloko», Лобода зізналася, що готує новий альбом, до якого увійде пісня українською мовою. У липні 2021 року у своїй трансляції в Instagram співачка підтвердила, що скоро випустить пісню рідною мовою. 6 серпня виконавиця відвідала шоу «Ранок з Україною» на телеканалі «Україна», де поділилася, що записала нову пісню та зняла кліп. Співачка зізналася, що це буде «знаковий» реліз, за її словами, протягом довгих років вона шукала українську пісню. Попередня пісня українською мовою називалася «Облиш» та була випущена у 2015 році.
10 серпня співачка показала передбачувану обкладинку синглу. 12 серпня Лобода у своєму Instagram заявила: «Я так і не можу визначитися із назвою. Vogue чи Indie Rock — вибирати лише вам!». У результаті на цифрових майданчиках у день прем'єри сингл вийшов під назвою «Indie Rock (Vogue)» відразу двома мовами. За словами артистки, спочатку вона хотіла випустити трек лише українською мовою, але «щоб глядач міг пережити всі емоції, закладені в пісні, він має обов'язково розуміти, про що вона».
Авторами пісні стали українські музиканти Олександр Хорошковатий та Юрій Андрійченко.

## Відеокліп
Прем'єра відеокліпу на українську версію відбулася того ж дня, що й синглу. Його режисером став ізраїльський режисер Інді Хайт. За визнанням співачки, вона довго хотіла попрацювати з режисером, проте не мала відповідної пісні. Лобода описала кліп як «арт-об'єкт», який не схожий на всі інші її роботи. Також у кліпі зіграла українська модель Тетяна Рубан.
За сюжетом, між героїнею Світлани та її фотографом під час зйомки в імпровізованій фотостудії зав'язуються стосунки. Лобода прокоментувала це: «Творчий людина харчується і надихається емоціями, не сковує себе гендерними рамками, йому тісно перебувати у загальноприйнятої системі координат».
У фіналі кліпу є посилання на фільм Мікеланджело Антоніоні «Фотозбільшення», її також можна побачити на обкладинці синглу.

## Відгуки критиків
Ілля Легостаєв і Артур Гаспарян з "Московського комсомольця" дійшли висновку, що "звук на тлі інших хітів співачки може здатися похмурим". На їхню думку, «виразний, характерний і улюблений багатьма „самостійний“ вокал артистки навмисно заглушується тривожним тьюном, створюючи зовсім незвичну в контексті „традиційної „Лободи музичну реальність”. Олексій Шевельов в огляді для « Газета.ru » назвав пісню «стильною поп-музикою зі східними мотивами та дабстепом».

## Концертні виконання
За словами Лободи, на своїх концертах вона виконуватиме лише україномовний варіант пісні. 14 серпня 2021 року співачка представила пісню на своєму першому за довгі роки концерті в Одесі в клубі «Ibiza».

## Список композицій
| Indie Rock (Vogue) [UA] Шаблон:Без жирного | Indie Rock (Vogue) [UA] Шаблон:Без жирного | Indie Rock (Vogue) [UA] Шаблон:Без жирного |
| #                                          | Назва                                      | Тривалість                                 |
| ------------------------------------------ | ------------------------------------------ | ------------------------------------------ |
| 1.                                         | Untitled                                   | 3:24                                       |
| 2.                                         | Untitled (UA)                              |                                            |

| Indie Rock (Vogue) [RUS] Шаблон:Без жирного | Indie Rock (Vogue) [RUS] Шаблон:Без жирного | Indie Rock (Vogue) [RUS] Шаблон:Без жирного |
| #                                           | Назва                                       | Тривалість                                  |
| ------------------------------------------- | ------------------------------------------- | ------------------------------------------- |
| 1.                                          | Untitled                                    | 3:24                                        |
| 2.                                          | Untitled (RUS)                              |                                             |

## Історія релізу
| Регіон     | Дата           | Формат                         | Версія                | Лейбл                    |        |
| ---------- | -------------- | ------------------------------ | --------------------- | ------------------------ | ------ |
| </img>Світ | 13 серпня 2021 | Цифрове завантаження, стрімінг | Українська, російська | Sony Music Entertainment | </br>  |
| </img> СНД | 13 серпня 2021 | Радіоротація                   | Українська            | Sony Music Entertainment | [ 13 ] |
| </img> СНД | 14 серпня 2021 | Радіоротація                   | Російська             | Sony Music Entertainment | [ 14 ] |